# اندیس آوه ۲
آوه ۲ یک اندیس فلزی است که در حوالی شهر لنکران استان قزوین قرار دارد و مادهٔ معدنی موجود در آن، مس است.سنگ میزبان این اندیس آندزیت است  در این اندیس، پاراژنز‌های مالاکیت، گالن، پیریت ، کوارتز ، کلسیت یافت می‌شوند.